# Syllidae
Syllidae (лат.) — семейство морских многощетинковых червей из отряда Phyllodocida малого и среднего размера. Отличаются от других полихет наличием мышечной области передней части пищеварительного тракта, известной как преджелудок.
Длина тела этих животных варьирует от 2-3 мм до 14 сантиметров. Большинство Syllidae являются бентосными организмами, которые превращаются в пелагических эпитокий для размножения. Они встречаются во всех регионах океана, от приливно-отливной зоны до глубоководных районов, и особенно многочисленны на мелководье.
Вид населяет различные местообитания, активно передвигаясь по скалам и песчаным субстратам, прячась в расщелинах и среди водорослей, губок, кораллов, гидроидных, морских трав и мангровых зарослей. Всеядны. Молодой представитель Syllidae был одним из первых червей, у которого в желудке была обнаружена пыльца морских трав, что делает его возможным опылителем.
Желудок, наиболее отличительная анатомическая особенность семейства Syllidae, позволяет червю питаться путем сосания. Он также играет роль в выработке гормонов и, таким образом, в половом развитии червя. Железистый желудок состоит из поперечно-полосатых мышечных клеток с самыми длинными известными сакромерами среди животных. Он обычно виден через стенку тела.
Syllis ramosa была первой полихетой, у которой было обнаружено разветвленное строение тела. Позже было обнаружено два вида Ramisyllis, имевшие разветвленное тело.

## Классификация
На февраль 2025 года в семейство включают 92 рода:
1. Acritagasyllis Lucas, San Martín & Sikorski, 2010
2. Anguillosyllis Day, 1963
3. Anoplosyllis Claparède, 1868
4. Astreptosyllis Kudenov & Dorsey, 1982
5. Streptospinigera Kudenov, 1983
6. Streptosyllis Webster & Benedict, 1884
7. Syllides Örsted, 1845
8. Cryptochaetosyllis Jimi, Britayev & Martin in Jimi et al., 2024
9. Epigamia Nygren, 2004
10. Myrianida Milne Edwards, 1845
11. Erseia Nygren, Sundkvist, Mikac & Pleijel, 2010
12. Imajimaea Nygren, 2004
13. Levidorum Hartman, 1967
14. Pachyprocerastea Nygren, 2004
15. Paraproceraea Nygren, 2004
16. Paraprocerastea San Martín & Alós, 1989
17. Planicirrata Nygren, 2004
18. Proceraea Ehlers, 1864
19. Procerastea Langerhans, 1884
20. Virchowia Langerhans, 1879
21. Brachysyllis Imajima & Hartman, 1964
22. Campesyllis Chamberlin, 1919
23. Cicese Díaz-Castañeda & San Martín, 2001
24. Amblyosyllis Grube, 1857
25. Brevicirrosyllis San Martín, López & Aguado, 2009
26. Clavisyllis Knox, 1957
27. Dioplosyllis Gidholm, 1962
28. Eusyllis Malmgren, 1867
29. Miscellania Martin, Alós & Sardá, 1990
30. Neopetitia San Martín, 2003
31. Nudisyllis Knox & Cameron, 1970
32. Odontosyllis Claparède, 1863
33. Opisthodonta Langerhans, 1879
34. Paraehlersia San Martín, 2003
35. Perkinsyllis San Martín, López & Aguado, 2009
36. Pionosyllis Malmgren, 1867
37. Psammosyllis Westheide, 1990
38. Streptodonta San Martín & Hutchings, 2006
39. Synmerosyllis San Martín, López & Aguado, 2009
40. Westheidesyllis San Martín, López & Aguado, 2009
41. Brania Quatrefages, 1866
42. Erinaceusyllis San Martín, 2003
43. Exogone Örsted, 1845
44. Exogonita Hartman & Fauchald, 1971
45. Parapionosyllis Fauvel, 1923
46. Parexogone Mesnil & Caullery, 1918
47. Prosphaerosyllis San Martín, 1984
48. Salvatoria McIntosh, 1885
49. Sphaerosyllis Claparède, 1863
50. Exogonoides Day, 1963
51. Fauvelia Gravier, 1900
52. Haplosyllides Augener, 1922
53. Irmula Ehlers, 1913
54. Lamellisyllis Day, 1960
55. Monocerina Costa, 1861
56. Murrindisyllis San Martín, Aguado & Murray, 2007
57. Nooralia San Martín, 2002
58. Nuchalosyllis Rullier & Amoureux, 1979
59. Palposyllis Hartmann-Schröder, 1977
60. Parahaplosyllis Hartmann-Schröder, 1990
61. Paraopisthosyllis Hartmann-Schröder, 1991
62. Parasitosyllis Potts, 1912
63. Parautolytus Ehlers, 1900
64. Photocharis Ehrenberg, 1835
65. Phyllosyllis Ehlers, 1897
66. Pseudosyllis Grube, 1863
67. Alcyonosyllis Glasby & Watson, 2001
68. Branchiosyllis Ehlers, 1887
69. Dentatisyllis Perkins, 1981
70. Eurysyllis Ehlers, 1864
71. Haplosyllis Langerhans, 1879
72. Inermosyllis San Martín, 2003
73. Karroonsyllis San Martín & López, 2003
74. Megasyllis San Martín, Hutchings & Aguado, 2008
75. Opisthosyllis Langerhans, 1879
76. Parapterosyllis Hartmann-Schröder, 1960
77. Parasphaerosyllis Monro, 1937
78. Paratyposyllis Hartmann-Schröder, 1962
79. Plakosyllis Hartmann-Schröder, 1956
80. Ramisyllis Glasby, Schroeder & Aguado, 2012
81. Rhopalosyllis Augener, 1913
82. Syllis Lamarck, 1818
83. Tetrapalpia San Martín, Hutchings & Aguado, 2008
84. Trypanedenta Imajima & Hartman, 1964
85. Trypanobia Imajima & Hartman, 1964
86. Trypanospina Álvarez-Campos, Taboada, San Martín, Leiva & Riesgo, 2018
87. Trypanosyllis Claparède, 1864
88. Xenosyllis Marion & Bobretzky, 1875
89. Synsyllis Verrill, 1900
90. Xenosyllides Perejaslavtseva, 1891
91. Bollandiella Glasby & Krell, 2009
92. Guillermogonita Böggemann, 2009